# Чадобец
Ча́добец (в верховье Большой Чадобец) — река в Восточной Сибири, правый приток Ангары.
Длина — 647 км, площадь бассейна — 19 700 км². Среднегодовой расход воды — около 100 м³/с, в нижнем течении у села Яркино — 55,2 м³/с. Половодье в мае — июне, летом паводки. Замерзает в октябре, вскрывается в мае.
Течёт по Среднесибирскому плоскогорью по территории Красноярского края. Берёт начало с восточных склонов Тунгусского хребта[уточнить] близ истоков Подкаменной Тунгуски.
Долина реки болотиста и лесиста, река богата рыбой. В низовьях судоходна, близ устья имеются пороги. По реке расположены населённые пункты Яркино, Юрохта, Заледеево и Чадобец.

## Притоки (км от устья)
- 21 км: река без названия
- 24 км: река Кувор
- 26 км: река Ермака
- 34 км: река Инганба
- 35 км: река Богодочанка
- 43 км: река Огайзо
- 54 км: река Немба
- 69 км: река без названия
- 81 км: река Ильбокич
- 90 км: река без названия
- 99 км: река Дзелинда
- 100 км: река Бива
- 117 км: река Корыба
- 143 км: река Чиба (Левая Чиба)
- 153,7 км: река Куроба
- 154 км: река Куроба
- 182 км: река Нижняя Тынга
- 196 км: река Чуктукон
- 196,5 км: река Верхняя Тынга
- 215 км: река Великанда
- 224 км: река Полпод
- 227 км: река Ламнан
- 229 км: река Пуня
- 251 км: река Чуктукон
- 262 км: река Терина (Левый Енболак)
- 268 км: река Цемба
- 282 км: река Шегорев
- 298 км: река Зелинда
- 300 км: река Нижняя Ирюнда
- 313 км: река Маимба
- 324 км: река Юрюнда
- 340 км: река Ютага
- 357 км: река Ирчитченки
- 363 км: река без названия
- 369 км: река Нерюнда
- 372 км: ручей Захаров
- 379 км: река Верхний Великан
- 386 км: река Южная Коша
- 386,1 км: река Северная Коша
- 390 км: река Гуля
- 395 км: ручей Медведка
- 408 км: река Юдакон
- 432 км: ручей Развилистый
- 438 км: река Лаушкарда
- 453 км: ручей Юктакончик
- 463 км: река Арналь
- 479 км: река Юктакон
- 496 км: река Идукон
- 512 км: река Жептата
- 534 км: река без названия
- 561 км: река Гаинда
- 576 км: река Чапчига
- 586 км: река Баторы 2-я
- 589 км: река Баторы 1-я
- 592 км: река без названия
- 600 км: река Гранда
- 601 км: река Джилинда
- 605 км: река Малый Чадобец